# Le Prince et le Pauvre (mini-série, 1976)
Pour les articles homonymes, voir Le Prince et le Pauvre (homonymie).
Le Prince et le Pauvre (The Prince and the Pauper) est une mini-série britannique en six épisodes d'après le roman éponyme de Mark Twain, produite par la BBC, réalisée par Barry Letts sur un scénario de Richard Harris (en). La série est initialement diffusée du 4 janvier 1976 au 8 février 1976 sur la BBC. 
En France, la série est diffusée à partir de novembre 1979 dans l'émission Récré A2 sur Antenne 2.

## Synopsis
À Londres, vers le milieu du XVIe siècle, le jeune Edouard, Prince de Galles et fils d'Henry VIII, aimerait échapper à l'étiquette de la Cour et s'amuser au-dehors avec des enfants de son âge. Dans le même temps, Tom Canty, gamin pauvre des rues, rêve d'échapper à sa condition. Le destin fera se rencontrer les deux enfants qui s'échangeront leurs « rôles » respectifs, non sans risques, car le Comte d'Hertford complote contre le Trône.

## Distribution
- Nicholas Lyndhurst : Edouard, Prince de Galles et Tom Canty
- Barry Stokes : Miles Hendon